# Pryazovský rajón
Pryazovský rajón (ukrajinsky Приазовський район) byl rajón v Záporožské oblasti na Ukrajině. Hlavním městem bylo Pryazovske a rajón měl přibližně 27 tisíc obyvatel. 

## Sídla v rajónu
- Pryazovske
- Novovasylivka